# Sprawy życia i serca
Sprawy życia i serca – amerykańsko-kanadyjska komedia romantyczna telewizyjny z 2007 roku w reżyserii Petera Wellingtona na podstawie powieści Up Front Lindy Dackman.

## Fabuła
Linda Dackman, chora na nowotwór piersi poddaje się zabiegowi mastektomii. Jest jej trudno na nowo zacząć życie towarzyskie.
Film przedstawia życie pacjentki po operacji i jej próbę powrotu do normalnego życia − przedstawione są też krótkie wstawki z wypowiedziami pobocznych bohaterów.
Film jest pełen błyskotliwych uwag, poglądów, spostrzeżeń na temat wyglądu i zaakceptowania swojego ciała usunięciu piersi.

## Obsada
- Ricki Lake - Linda Dackman
- Holly Robinson Peete - Nicole
- Rachael Harris
- Dylan Neal
- Nigel Bennett
- Noam Jenkins
- Rick Roberts
- Diane D’Aquila
- Sabrina Grdevich